# 普拉夫达 (第聂伯罗彼得罗夫斯克州)
48°15′8″N 35°59′3″E / 48.25222°N 35.98417°E
普拉夫達（烏克蘭語：Правда）是烏克蘭的村庄，位於該國中部第聶伯羅彼得羅夫斯克州，由錫內利尼科韋區負責管轄，處於沃夫恰河左岸，分別距離烏利亞尼夫卡1.5公里和博格達尼夫卡4公里，2001年人口80。